# Avianca Peru
Avianca Peru — колишня перуанська авіакомпанія, що базується в Лімі, Перу. Флот авіакомпанії складається з 9 літаків. На 2015 рік це єдина перуанська авіакомпанія, що пропонувала місця бізнес-класу на внутрішніх рейсах.
10 травня 2020 року Avianca Holdings S.A. оголосила про скасування операцій у Перу через розпочату процедуру банкрутства.

## Історія
Авіакомпанія заснована в липні 1999 року. 49 % акцій належить перуанській компанії Trans American Airlines, 51 % — Колумбійської авіакомпанії Avianca.

## Авіапарк
На 21 вересня 2015 року авіапарк авіакомпанії складався з таких літаків: